# Autodesk Softimage
Autodesk Softimage, або просто Softimage (раніше також Softimage | XSI) — повнофункціональний редактор тривимірної графіки, що належить Autodesk. Включає в себе можливості 3D моделювання, анімації і створення спецефектів. Це програмне забезпечення переважно використовується при створенні кіно, відеоігор, а також в рекламній індустрії для створення персонажів, об'єктів та оточення.
Випущений в 2000 році як наступник Softimage | 3D, Softimage | XSI розроблявся канадською компанією Softimage, Co., згодом стала дочірнім підприємством Avid Technology. 23 жовтня 2008 Autodesk придбала у Avid торгову марку Softimage та активи 3D анімації приблизно за 35 мільйонів доларів, внаслідок чого Softimage Co. перестала існувати як окрема компанія. У лютому 2009 Softimage | XSI в результаті ребрендингу перетворилася на Autodesk Softimage.
4 березня 2014 Autodesk оголосив про припинення подальшої розробки програмного продукту Softimage, після випуску версії 2015 та про забезпечення підтримки продукту до 30 квітня 2016 року. Також, компанія пообіцяла своїм клієнтам, що не залишить їх без звичного та любимого ними інструментарію і тому ряд можливостей почали переносити в Autodesk Maya.

## Головні особливості
- ICE (Interactive Creative Environment) — інтенсивно розвивається інтерактивна творча середу — візуальний інтерфейс для розширення можливостей програми і швидкого створення процедурних ефектів допомогою використання діаграм потоків даних, заснованих на нодах (вузлах). Робота з частинками, спеціальними кривими (strands), геометрією, в тому числі з топологією у полігональних об'єктів, кінематикою і багатьма іншими даними, параметрами і атрибутами сцени. У середовищі ICE реалізовано кілька рішень для симуляції різних фізичних ефектів, основними перевагами яких є процедурність, гнучкість, висока продуктивність і якість. ICE дозволяє художнику реалізувати рішення будь-якої складності без написання коду.

- 64-бітна багатопотокова архітектура.
- Налаштовуваний технологічний процес. Softimage має безліч засобів, що дозволяють користувачам налаштувати програму у відповідності зі строгими вимогами. Велика кількість опцій і налаштувань дозволяє художникам і командам вибудувати ефективний Пайплайн, з можливістю внесення змін на будь-якому етапі роботи.

- Потужний і зручний полігональний моделинг, а також процедурний моделинг в середовищі ICE.

- Взаємодія з іншими пакетами Autodesk.

- Інструменти для створення скелета та анімації персонажів.

- Нелінійна анімація за допомогою Animation Mixer — інструменту, який дозволяє користувачам мікшувати анімаційні кліпи і шари таким же чином, як це робиться в нелінійних програмах відеомонтажу.

- Створення складних Real Time шейдерів і матеріалів.

Рендеринг і камери — найбільш повна серед 3D-програм інтеграція з системою візуалізації mental ray, підтримка пакетної візуалізації та візуалізації з командного рядка. Найповніша бібліотека шейдерів mental ray.
- Фізика і динаміка частинок і геометрії:

1.Класичні інструменти Softimage для динаміки твердих тіл (на рушіях PhysX або ODE), м'яких тіл і тканини.
2.Інтегроване розширення Syflex, для прорахунку тканини. У вигляді звичайних операторів або інструментів в середовищі ICE.
3.Симулятор твердих тіл на рушіях PhysX і Bullet в середовищі ICE. Застосовується до симуляції частинок.
4.Двигун Lagoa, що працює в середовищі ICE. Створення ефектів м'яких тіл, тканини, часток, рідини, з можливістю складного контролю. Є велика база готових ефектів.
5.Так ж у поставці є приклади Ассет, реалізовані з простих компонентів ICE (Verle)
- Інструменти для створення, налаштування і прорахунку динаміки волосся (Shave and a Haircut).
- Так само Strands елементи, створювані в середовищі ICE.
- Потужний інструмент для особового клуня та анімації Face Robot.
- Для роботи з ключовою анімацією і mocap.
- Стерео камери.
- Вбудований композер і плеєр.
- Підтримка JScript, VBScript, Python для написання скриптів.
- Докладний SDK.

## ICE Interactive Creative Environment
У 2008 році Softimage випустила архітектуру ICE (Interactive Creative Environment). ICE-це платформа візуального програмування, яка дозволяє користувачам розширити можливості Softimage швидко та інтуїтивно, використовуючи вузлову (node-based) систему і гнучку логіку. Це дозволяє художникам створювати складні процедурні Ассет.
ICE використовує багатопоточну обробку даних, використовуючи переваги багатоядерних процесорів, що дає високу продуктивність. ICE представляє пакету Softimage широку функціональність, завдяки використанню вузлів (node) різних типів і специфікацій, а також дає можливість упаковувати зібрані з вузлів інструменти в спеціальні Compounds і зберігати для подальшого використання.
Цей підхід до створення інструментів набагато простіше, ніж створення скриптів або звичайне програмування. ICE-це платформа для розробки інструментів з «відкритим» доступом, що дає користувачеві можливість легко міняти і редагувати будь-яку його частину. Такий підхід до створення інструментів, прибирає необхідність у написанні та використанні плагінів, що дає можливість користувачам швидко створювати і обмінюватися інструментами, редагуючи і вдосконалюючи їх для вирішення своїх завдань. SDK в свою чергу надає можливість написання власних нод будь-якої складності на мові C++.

## Розробка ігор
Відеоігри, створені із застосуванням Softimage
- Crysis
- Silent Hill 2,3,4
- Half-Life 2
- Hitman
- Lost Planet
- Metal Gear Solid 4
- Ninja Gaiden 2
- Resident Evil 5
- Star Wars: Battlefront
- Star Wars: Battlefront II
- Virtua Fighter 5
- Borderlands 2
- Mass Effect 3

## Кіно та відео
Softimage також безліч разів використовувалася у виробництві кіно і на телебаченні.
- 300 спартанців
- Appleseed
- Appleseed Ex Machina
- Аватар
- Брати Грімм
- Місто гріхів
- Парк Юрського Періоду
- Ґодзілла
- Павутина Шарлотти
- Роги і копита
- Трансформери
- Рекламні ролики Coca-Cola
- Рекламні ролики M & M's